# Ricardo Moar
Ricardo Moar Ríos (Órdenes, La Coruña, España, 20 de septiembre de 1953), conocido como Richard, es un exfutbolista español que se desempeñaba como lateral derecho.

## Clubes
- INFORMACIÓN:[2].

| Club                         | País          | Año           | Partidos | Goles |
| ---------------------------- | ------------- | ------------- | -------- | ----- |
| R. C. Deportivo de La Coruña | España        | 1972-1980     | 173      | 0     |
| Real Valladolid Deportivo    | España        | 1980-1985     | 148      | 1     |
| R. C. Deportivo de La Coruña | España        | 1985-1987     | 56       | 0     |
| Polideportivo Almería        | España        | 1987-1988     | 17       | 0     |
| Total carrera                | Total carrera | Total carrera | 394      | 1     |

## Palmarés

### Campeonatos nacionales
| Título          | Club                      | País                | Año  |
| --------------- | ------------------------- | ------------------- | ---- |
| Copa de la Liga | Real Valladolid Deportivo | Madrid y Valladolid | 1984 |